# Conversation piece

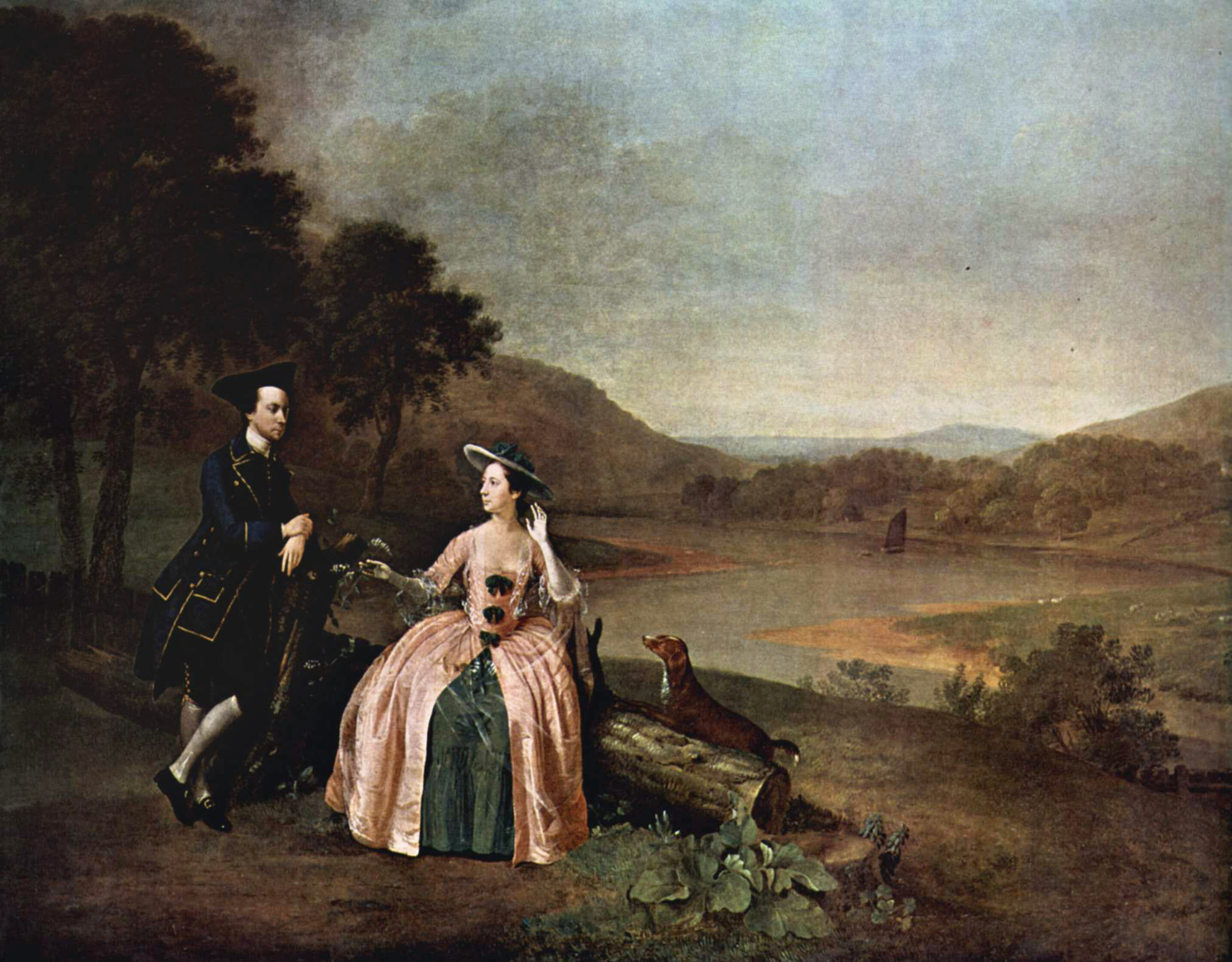
Uma conversation piece por Arthur Devis.

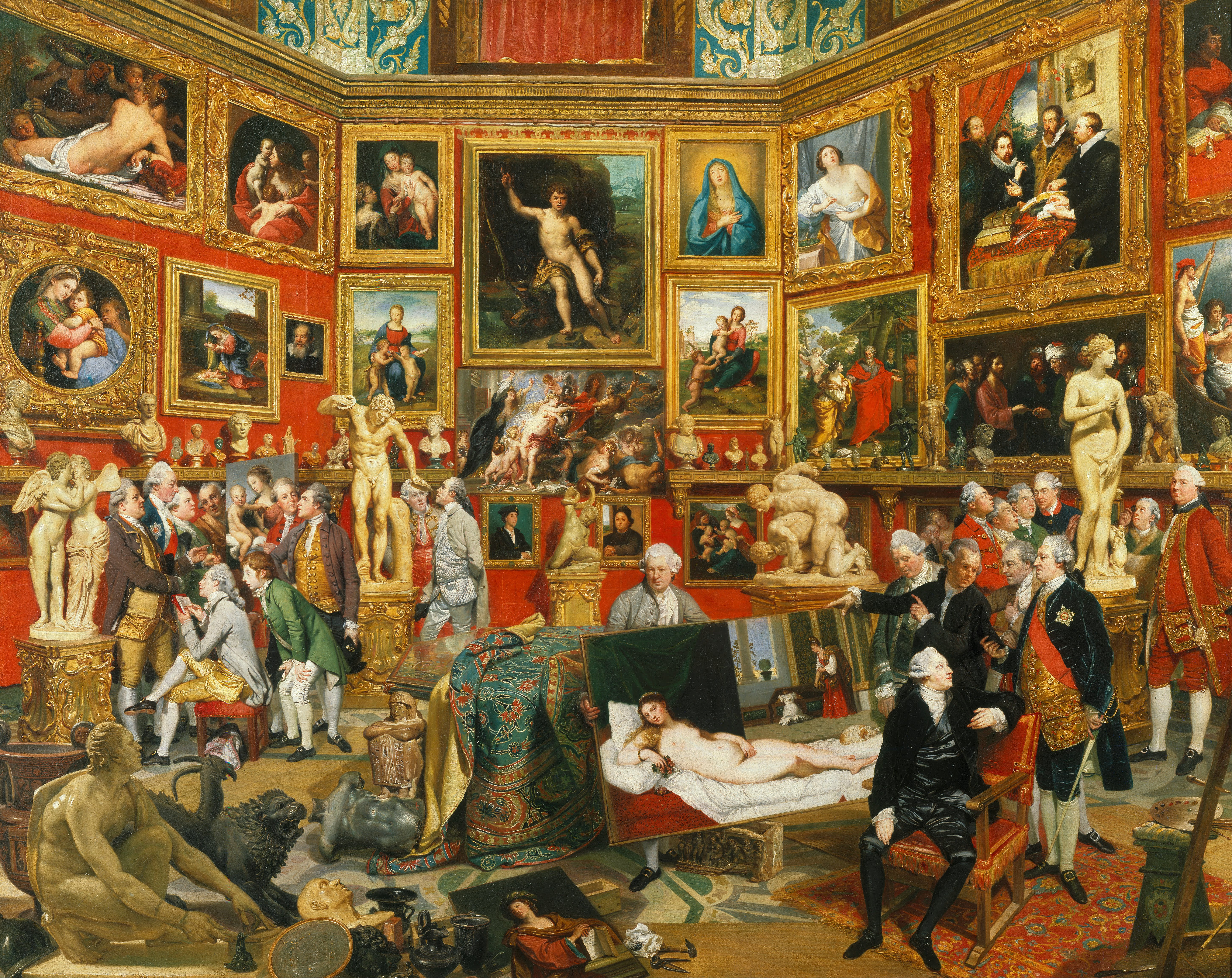
Tribuna dos Uffizi (1776), de Johann Zoffany, em que está representado um grupo de ingleses em Florença a visitar os Uffizi, unidos no seu estatuto e pelo amor à arte, obra encomendada pela rainha inglesa Carlota de Mecklemburgo-Strelitz.

Conversation pieces é um termo utilizado para retratos de grupo, normalmente em contextos informais, pintados principalmente no Reino Unido no século XVIII, a partir da década dos anos 1720. Poderia traduzir-se como retratos de conversa ou mais literalmente como peça de conversa, mas usualmente em português se deixa sem traduzir. Distinguem-se por sua representação de um grupo aparentemente dedicados a uma conversa gentil ou algum outro tipo de atividade, muito com frequência no exterior. Tipicamente, seria um grupo de membros da mesma família, mas podia incluir aos amigos, e alguns grupos são de amigos, membros de uma sociedade ou caçadores, ou algum outro tipo de agrupamento. Normalmente as pinturas são relativamente pequenas, aproximadamente tão altos como o tamanho de uma cabeça ou um retrato de médio corpo.
O gênero desenvolveu-se desde o retrato do século XVII nos Países Baixos, onde se pintaram muitos retratos de grupo, tanto de grupos familiares como de grupos como governadores ou regentes de instituições. Frans Hals, Rembrandt e outros artistas tinham adotado uma variedade de poses para aliviar o retrato de grupo, por exemplo a famosa A rodada de noite.
Há muitas variedades de conversation piece. As pessoas podem ser retratadas compartilhando atividades comuns como a caça, ou banquetes ou noites musicais. Costumam-se representar também cães ou cavalos. Arthur Devis foi um pintor regional famoso por suas pequenas conversation pieces, populares com a gentry de Cheshire. William Hogarth também trabalhou o gênero, e o parodiou em seu gravado A Midnight Modern Conversation, que representa um grupo de homens cuja conversa tem degenerado em pileque incoerente. O artista alemão, assentado em Inglaterra, Johann Zoffany, especializou-se em complicadas conversation pieces, e a maior parte dos retratos de George Stubbs adotam esta forma, com cavalos e carruagens em sua composição. Joshua Reynolds receberia encargos deste tipo de quadro no Grande Estilo, e usualmente em sua escala de tamanho próximo ao natural.
A expressão conversation piece mais tarde adquiriu um significado diferente. Passou a referir-se a objetos que eram percebidos como suficientemente interessantes para fazer que se falasse deles. Proporcionam um estímulo para empreender uma conversa. As conversation pieces originais às vezes representavam um grupo unido em conversa em torno de um objeto, que tipicamente seria algo relacionado com a ciência ou a erudição

## Peças de conversa em Espanha
- Jean Ranc: A família de Felipe V (1723). No Museu do Prado.[1]
- Jacopo Amigoni: Entre 1748 e 1750, decorou uma das salas grandes do palácio de Aranjuez, atualmente o comedor de gala.[2]
- Francisco de Goya: Entre 1786 e 1787, os cartões para as quatro estações (A nevada, As floreras, A vendimia e Era-a) e outros temas para a peça de conversa do rei no palácio do Pardo. Atualmente no Museu do Prado.[3]Referências

1. 1 2  «Sala XII.
2. ↑  Enciclopedia online Museo del Prado.
3. ↑  Enciclopedia online Museo del Prado.